# 范成大
范 成大（はん せいだい、靖康元年6月4日（1126年6月26日）- 紹熙4年9月5日（1193年10月1日））は、中国南宋の政治家・詩人。字は至能、石湖居士と号した。尤袤・楊万里・陸游とともに南宋四大家の一人。

## 略歴
蘇州呉県の出身。紹興24年（1154年）に進士に及第し、戸曹監和済局の官を振り出しに、著作佐郎をへて吏部郎官となったが、一時退官する。処州知州に返り咲いた時、税法の弊害を除くために義役の法を改めたことで認められ、礼部員外郎に崇政殿学士を兼ねた。中央にあっては、刑法・塩法・馬政を改良し、饑民を救済する。成都府知府へ赴任した際は西南の吐蕃を防ぐため、城柵を増築、兵数千を増加し、敵を離間するなど、軍政上も功績を残した。国信使として金に出たときは、金の朝廷の威嚇に屈せず宋朝の威信を保ち、臣節を全うして帰国する。中書舎人となり、広西経略安撫使・静江府知府として出て、中央にもどって敷文閣待制となるが、すぐに四川制置使とされる。中央にもどり権吏部尚書となり、参知政事となったが、まもなく2度目の隠退をする。そして明州知州を命じられ、端明殿学士をへて、一時は建康府に駐留し、資政殿学士となったが病気を理由に故郷に退き、そこで没する。崇国公に追封され、文穆と諡された。
范成大は人物鑑識に明察があり、有能な者を抜擢してことごとく幕下におき、小さな欠点にこだわらず長所を大いに用いたので、配下からは二府の大臣に至った者が輩出したという。

## 著作と詩
范成大の著書は多く、『石湖集』は136巻に及んだ。その中から『石湖詩集』34巻、紀行文に『攬轡録』（らんぴろく）・『驂鸞録』（さんらんろく）・『呉船録』・『桂海虞衡志』・『呉郡志』50巻などの地誌、『范村菊譜』・『范村梅譜』などが伝わっている。
詩人としては、『四庫提要』で蘇軾・黄庭堅の遺法を嗣いだことが指摘され、『石湖集』序文では楊万里により『清新嫵麗』と評される。
日本語訳
- 『呉船録、攬轡録、驂鸞録』、小川環樹訳、山本和義、西岡淳 補訳解説、平凡社〈東洋文庫〉、2001年
- 『范成大詩選』、三野豊浩訳著、幻冬舎、2018年